# Miconia moorei
Miconia moorei är en tvåhjärtbladig växtart som beskrevs av John Julius Wurdack. Miconia moorei ingår i släktet Miconia och familjen Melastomataceae. Inga underarter finns listade i Catalogue of Life.